# Wouldn't It Be Nice
Wouldn't It Be Nice è un brano musicale del gruppo pop rock statunitense Beach Boys, pubblicato nel 1966 sull'album Pet Sounds.
La canzone venne composta e prodotta da Brian Wilson, con testi di Tony Asher, Mike Love e Wilson stesso.
Nel documentario Endless Harmony, Brian Wilson descrive la canzone come "ciò che tutti i bambini pensano prima o poi... non sarebbe bello essere più grandi, per poter così fuggire via di casa e sposarsi?"

A proposito di Wouldn't It Be Nice, Wilson dichiarò: 
«Ascoltate le fisarmoniche rockeggianti e le eteree chitarre nell'introduzione. Tony ed io avevamo visualizzato una scena in mente. Sentivamo una sensazione nei nostri cuori, una specie di vibrazione. La mettemmo in musica, ed essa trovò autonomamente la sua strada sul nastro. Fummo veramente soddisfatti di quella canzone».
Brian Wilson utilizzò il titolo della canzone per intitolare la sua autobiografia. Durante l'assenza di Brian Wilson dal gruppo, il brano veniva eseguito frequentemente da Al Jardine alla voce solista.
Pitchfork ha classificato la canzone alla posizione numero 7 nella lista delle "200 migliori canzoni degli anni sessanta".

## Il brano

### Composizione
Nel novembre 1969, il padre di Brian Wilson, Murry Wilson, che svolgeva anche la funzione di manager del gruppo, vendette i diritti di copyright delle canzoni dei Beach Boys a Irving Almo per circa 700.000 dollari. Nell'aprile 1992, Mike Love intentò causa a Brian Wilson per approssimativamente 13 milioni di dollari asserendo che non gli erano stati riconosciuti crediti compositivi in diversi brani della band, più di una trentina, inclusa Wouldn't It Be Nice. Mike Love vinse la causa e gli venne riconosciuto il credito compositivo per una parte del testo della canzone.
Tony Asher, interrogato su quale ruolo compositivo avesse effettivamente avuto Love nella stesura del brano, rispose: «Nessuno».

### Registrazione
La base strumentale venne incisa a Los Angeles, California ai Gold Star Studios il 22 gennaio 1966. La sessione venne prodotta da Brian Wilson mentre l'ingegnere del suono era Larry Levine. Ci vollero 21 tentativi prima che Brian Wilson decidesse che quanto inciso fosse abbastanza buono da essere indicato come nastro master.
La prima seduta per la traccia vocale della canzone ebbe luogo il 10 marzo, insieme a quelle per I'm Waiting for the Day, God Only Knows e I Just Wasn't Made for These Times. Circa un mese dopo, l'11 aprile '66, fu ultimata la traccia vocale per il brano.
Nel cofanetto The Pet Sounds Sessions sono presenti due mixaggi alternativi della canzone. Uno di questi, inizia con le parole: «Wouldn't it be nice to live together, in the kind of world where we belong», invece che con il testo definitivo che recita: «Wouldn't it be nice if we were older, then we wouldn't have to wait so long», per proseguire con il testo sopracitato.

### Versione singolo
Il 18 luglio 1966, Wouldn't It Be Nice fu pubblicata su singolo abbinata con God Only Knows negli Stati Uniti, come terzo singolo estratto da Pet Sounds. Il brano entrò nella classifica di Billboard il 30 luglio restandoci per 11 settimane, raggiungendo la posizione numero 8 nel settembre 1966. il singolo raggiunse anche la posizione numero 7 della classifica di Cashbox e la numero 5 in quella di Record World. Nel luglio 1966 in Gran Bretagna la canzone venne pubblicata come B-side del singolo God Only Knows, e raggiunse la seconda posizione in classifica.
Nell'aprile 1971, una versione live di Wouldn't It Be Nice è stata inclusa nell'album Live In London.
Nel luglio del 1976, la canzone è stata pubblicata nel Regno Unito come B-side della ristampa in CD del singolo Good Vibrations. Il singolo si classificò alla posizione numero 18.
Nel giugno del 1990, una differente versione del brano datata 1966 apparve nel 1989 sull'album Still Cruisin' e pubblicata su singolo nel Regno Unito come B-side del singolo I Get Around.

## Cover
- Anni-Frid Lyngstad nel 1975 ne registrò una versione in lingua svedese intitolata Skulle de' va' skönt (con un testo ad opera di Marie Bergman) sull'album Frida ensam.
- Mike Post nel 1975.
- I Papa Doo Run Run sul loro album del 1985 California Project.
- Jeffrey Osborne sull'album tributo del 1997 Wouldn't It Be Nice: A Jazz Portrait Of Brian Wilson.
- I Fontaines D.C. hanno realizzato una cover del brano, pubblicata come singolo nel 2020
- Nello speciale del 2001 An All-Star Tribute to Brian Wilson, Wilson canta la canzone in duetto con Elton John.

## Riferimenti culturali
Wouldn't It Be Nice viene suonata nei titoli di testa e di coda del film Shampoo di Hal Ashby del 1975. Il brano compare anche nei titoli di coda del documentario di Michael Moore Roger & Me del 1989 e nell'episodio del 1994 della sit com Seinfeld intitolato The Hamptons.
Nel 1990, la canzone è stata nominata nella striscia a fumetti Doonesbury nel ciclo di storie basato sulla morte per AIDS del personaggio di Andy Lippincott.
Il finale della canzone di "Weird Al" Yankovic intitolata Pancreas (una parodia dello stile di Brian Wilson) è simile al ritornello di Wouldn't It Be Nice.
È inoltre presente in diverse scene del film 50 volte il primo bacio, interpretato da Adam Sandler e Drew Barrymore. Degna di nota è l'interpretazione che l'attore dà del brano.
Nel 2018 è stata utilizzata nel trailer cinematico del gioco Fallout 76 ed è presente tra le canzoni ascoltabili in gioco sulla stazione Radio Appalachia.
Il brano è inserito nella quindicesima puntata della ventottesima stagione dei Simpson, intitolata "Scacco Matto".

## Formazione
- Brian Wilson: voce, produzione
- Mike Love: voce
- Carl Wilson: voce
- Dennis Wilson: voce
- Al Jardine: voce
- Hal Blaine: batteria
- Frank Capp: percussioni
- Roy Caton: tromba
- Jerry Cole: chitarra
- Al de Lory: pianoforte
- Steve Douglas: sassofono
- Carl Fortina: fisarmonica
- Plas Johnson: sassofono
- Carol Kaye: basso
- Barney Kessel: mandolino a 12 corde
- Larry Knechtel: organo Hammond
- Frank Marocco: fisarmonica
- Jay Migliori: sassofono
- Bill Pitman: chitarra
- Ray Pohlman: mandolino
- Lyle Ritz: contrabbasso